# فهرست فراری‌های شوروی و بلوک شرق
بی‌درنگ پس از تشکیل اتحاد جماهیر شوروی محدودیت‌های مهاجرتی اعمال شد تا از خروج شهروندان از جمهوری‌های مختلف شوروی جلوگیری شود، اگرچه برخی از فرارها همچنان رخ می‌داد. محدودیت‌های مشابهی در طول و پس از جنگ جهانی دوم در کشورهای غیرشوروی بلوک شرق نیز اعمال شد، که شامل کشورهای کمونیستی اروپای مرکزی و شرقی (به‌جز یوگسلاوی غیرمتعهد) می‌شد.
با این حال مرز درونی آلمان بین آلمان شرقی و غربی تا سال ۱۹۵۲ در اکثر نقاط به راحتی قابل عبور بود. بنابراین، قبل از سال ۱۹۶۱، بیشتر جریان رفت و آمد شرق به غرب از طریق آلمان شرقی و غربی انجام می‌شد، به طوری که بیش از ۳٫۵ میلیون آلمانی شرقی قبل از سال ۱۹۶۱ به آلمان غربی مهاجرت کردند. در ۱۳ اوت ۱۹۶۱، یک مانع سیم‌خاردار که به دیوار برلین تبدیل شد و برلین شرقی و غربی را از هم جدا کرد، توسط آلمان شرقی برپا شد.
اگرچه حرکت بین‌المللی عمدتاً به شدت کنترل می‌شد، اما همچنان فرارهای پیوسته‌ای وجود داشت که افراد با استفاده از روش‌های مبتکرانه توانستند از امنیت مرزی عبور کنند. افراد برجسته متعددی از شهروندان بلوک شرق به کشورهای غیر بلوک شرق فرار کردند.
فهرست زیر شامل افرادی است که از کشورهای بلوک شرق مانند آلمان شرقی، اتحاد جماهیر شوروی، لهستان، بلغارستان، رومانی، چکسلواکی، مجارستان و آلبانی قبل از تبدیل این کشورها از نظام کمونیستی در اواخر دهه ۱۹۸۰ و اوایل دهه ۱۹۹۰ فرار کرده‌اند.

## فهرست فراری‌ها
| فراری                                               | پیشه / اهمیت                            | محل تولد   | سال  | یادداشت |
| --------------------------------------------------- | --------------------------------------- | ---------- | ---- | --- |
| جرج بلنچین                                          | طراح رقص                                | روسیه      | ۱۹۲۴ | در جریان تور آلمان به جمهوری وایمار پناهنده شد. |
| بوریس باژانوف                                       | منشی پلیتبوروی                          | روسیه      | ۱۹۲۸ | از طریق ایران و هند به فرانسه پناهنده شد. |
| ژرژ آقابکوف                                         | اداره سیاسی دولت مشترک                  | ترکمنستان  | ۱۹۳۰ | به فرانسه پناهنده شد؛ پیش از پناهندگی رهبری جستجوی بوریس باژانوف را برعهده داشت. |
| گریگول روباکیدزه                                    | نویسنده                                 | گرجستان    | ۱۹۳۰ | به آلمان پناهنده شد؛ عمدتاً به خاطر نثر خاصش و فعالیت‌های ضد شوروی شناخته می‌شود. |
| تاتیانا چرناوین                                     | نویسنده                                 | روسیه      | ۱۹۳۲ | از اتحاد جماهیر شوروی همراه با همسرش ولادیمیر چرناوین و پسرش آندری از طریق کارلیا به فنلاند و سپس به بریتانیا گریخت. او و پسرش همسرش را در زندان گولاگ ملاقات کردند و سپس با هم فرار کردند. او کتابی دربارهٔ تجربیاتشان با عنوان «فرار از شوروی‌ها» نوشت و همسرش کتاب دیگری نوشت با عنوان «من برای زندانیان خاموش شوروی صحبت می‌کنم». |
| جرج گاموف                                           | فیزیک‌دان                                | اوکراین    | ۱۹۳۳ | نخست تلاش کرد با قایق پارویی از دریای سیاه عبور کند؛ به بروکسل بلژیک پناهنده شد؛ بعداً واپاشی آلفا را از طریق تونل‌زنی کوانتومی کشف کرد. |
| ایگناس ریس                                          | کمیساریای خلق در امور داخلی             | روسیه      | ۱۹۳۷ | جاسوس سابق سرویس‌های اطلاعاتی شوروی؛ توسط کمیساریای خلق در امور داخلی ترور شد. |
| والتر کریویتسکی                                     | کمیساریای خلق در امور داخلی             | روسیه      | ۱۹۳۷ | در پاریس پس از ترور ریس پناهنده شد و احتمالاً خودکشی مشکوکش در ایالات متحده در سال ۱۹۴۱ ممکن است به دست کمیساریای خلق در امور داخلی باشد. |
| الکساندر اورولو                                     | کمیساریای خلق در امور داخلی             | بلاروس     | ۱۹۳۸ | در حالی که در اسپانیا مستقر بود برای اجتناب از اعدام در پاکسازی بزرگ فرار کرد. |
| گنریخ لوشکوف                                        | کمیساریای خلق در امور داخلی             | روسیه      | ۱۹۳۸ | از مرز به منچوکو با اسناد محرمانه عبور کرد؛ خانواده‌اش دستگیر شده و به گولاگ فرستاده شدند، که چندین نفر از آن‌ها در آنجا جان خود را از دست دادند. |
| آرون شینمان                                         | مدیر دفتر لندن اینتوریست                | روسیه      | ۱۹۳۹ | از لندن فراخوانده شد؛ اما از بازگشت به اتحاد جماهیر شوروی امتناع کرد. |
| عبدالرحمن آفتورخانوف                                | نویسنده                                 | روسیه      | ۱۹۴۲ | برای نفوذ به مخالفان ضد شوروی چچنی فرستاده شد؛ اما به آن‌ها پیوست. |
| نصرالدین مرادخان                                    | معمار/مهندس                             | روسیه      | ۱۹۴۴ | برای فرار از آزار دینی گریخت. به برلین آلمان پناهنده شد؛ سپس در سال ۱۹۵۰ به پاکستان رفت که در آنجا پناهندگی و تابعیت داده شد. در افتخار به کشور جدیدش، پاکستان، مینار پاکستان را در لاهور طراحی و ساخت که به عنوان نماد ملی کشور ایستاده است. او همچنین ورزشگاه قذافی لاهور و دانشگاه پزشکی نشتر در مولتان را ساخت. |
| ویکتور کراوچنکو                                     | مهندس                                   | اوکراین    | ۱۹۴۴ | مهندس شوروی که شاهد وحشت‌های هولودومور بود؛ در حالی که در آژانس خرید شوروی در واشینگتن دی‌سی در ایالات متحده مشغول بود، پناهنده شد. |
| جی.ام. دیمیتروف                                     | سیاستمدار                               | بلاروس     | ۱۹۴۵ | توسط سفیر ایالات متحده از اعدام نجات یافت؛ بعداً سازمان‌های ضد کمونیستی تأسیس کرد. |
| فدیر بوهاتیرچوک                                     | شطرنج‌باز، پزشک                          | شوروی      | ۱۹۴۵ | قهرمان شطرنج سابق شوروی که سرانجام به کانادا مهاجرت کرد، جایی که استاد پزشکی شد و شطرنج رقابتی خود را از سر گرفت. |
| گزا فوستر                                           | شطرنج‌باز                                | مجارستان   | ۱۹۴۵ | از طریق برلین شرقی با دوستش پال بنکو فرار کرد که بعداً دستگیر و به سه سال زندان محکوم شده بود. |
| ایگور گوزنکو                                        | اداره اصلی اطلاعات                      | روسیه      | ۱۹۴۵ | به اتاوا کانادا پناهنده شد؛ کمک کرد حلقه‌های جاسوسی کمونیستی را افشا کند. |
| کنستانتین وولکوف                                    | کمیساریای خلق در امور داخلی             | روسیه      | ۱۹۴۵ | معاون رئیس اِن‌کاوه‌ده در استانبول، ترکیه؛ با کنسولگری بریتانیا دربارهٔ فرار تماس گرفت، توسط شوروی‌ها دستگیر شد و برای همیشه ناپدید شد (احتمالاً اعدام شده است). |
| والری تیخونوویچ مینکوف (Valeri Tihonovitch Minakov) |                                         | روسیه      | ۱۹۴۵ | از سیبری با یک قایق کوچک همراه با پسر ۶ ساله‌اش اولگ از دریای برینگ عبور کرد. یوپیک‌های ساوونگا و گمبل از ساکنین جزیره سنت لارنس به او کمک کردند. مدت کوتاهی بعد، ۱۴ سیبریایی برای "بازدید" رسیدند و از ساکنان پرسیدند آیا "یک روسی سفید" را دیده‌اند یا نه. |
| آناتولی گرانوفسکی                                   | مامور وزارت امنیت کشور                  | روسیه      | ۱۹۴۶ | در استکهلم سوئد پناهنده شد و بعداً یک زندگی‌نامه نوشت. |
| گریگوری توکاتی                                      | دانشمند و سیاستمدار                     | اوستیا     | ۱۹۴۷ | به‌طور مخفیانه با یک گروه زیرزمینی مخالف در اتحاد جماهیر شوروی کار می‌کرد. از ترس اینکه ارتباطاتش با این گروه زیرزمینی کشف شود، به بخش بریتانیایی برلین اشغالی پناهنده شد و در سال ۱۹۴۷ به بریتانیا رسید. او بعداً در اداره تحقیقات اطلاعات کار کرد و به انتشار تبلیغات ضد کمونیستی کمک کرد. |
| یان چپ                                              | نویسنده                                 | چکسلواکی   | ۱۹۴۸ | به فرانسه پناهنده شد؛ یکی از دوستان شاعرش که در آنجا ماند دستگیر شد و به اتهام «تفکر ضد سوسیالیستی» به ۱۳ سال زندان محکوم شد. |
| نستی جوسیفی کوپالی (Nesti Josifi Kopali)            | رئیس سرویس امنیتی سیگوریمی آلبانی در رم | آلبانی     | ۱۹۴۹ | در اواخر سال ۱۹۴۹ خود را به سفارت ایالات متحده آمریکا در رم عرضه کرد؛ اما درخواست وی رد شد؛ بنابراین به سازمان‌های اطلاعاتی ایتالیا روی آورد. پس از چند ماه بازجویی، به سازمان سیا تحویل داده شد که او را برای بررسی به واشینگتن دی‌سی پرواز داد. کوپالی افزون بر دیگر وظایف ضد غربی خود در سال‌های ۱۹۴۶–۴۷ تلاش کرد (و شکست خورد) که با سردبیر یک روزنامه قومی در بوستون ارتباط برقرار کند. در سال ۱۹۵۰، کوپالی اطلاعات ارزشمندی دربارهٔ امنیت و مسائل نظامی آلبانی ارائه داد، اما کافی نبود تا دولت ایالات متحده به او پناهندگی سیاسی و اسکان در آمریکا بدهد. در نهایت او به آلمان بازگردانده شد. |
| آلنا ورزانووا                                       | اسکیت نمایشی                            | چکسلواکی   | ۱۹۵۰ | در مسابقات قهرمانی اسکیت نمایشی جهان در سال ۱۹۵۰ در لندن پناهنده شد. |
| ژوزف بورشیک                                         | فرمانده تانک                            | چکسلواکی   | ۱۹۵۰ | از زندان به آلمان غربی و سپس بریتانیا فرار کرد. پس از تهاجم اعضای پیمان ورشو به چکسلواکی در سال ۱۹۶۸، بورشیک مدال قهرمان اتحاد جماهیر شوروی را به سفارت شوروی در لندن بازگرداند. |
| چسواو میوش                                          | نویسنده                                 | لهستان     | ۱۹۵۱ | پس از خدمت به عنوان یک دیپلمات لهستانی به فرانسه پناهنده شد و بعداً در ایالات متحده اقامت گزید. |
| ایستوان رابوفسکی (Istvan Rabovsky)                  | رقاص                                    | مجارستان   | ۱۹۵۳ | همراه با همسرش نورا کوواچ در زمانی که در حال برگزار تور در برلین شرقی بود به برلین غربی فرار کرد. |
| فرانچیشک یارچکی                                     | خلبان                                   | لهستان     | ۱۹۵۳ | یک هواپیمای میگ-۱۵ را از سووپسک، لهستان به فرودگاه برنهلم در جزیره بورنهلم دانمارک پرواز داد. |
| یوزف شفیاتو                                         | مامور اداره امنیت عمومی                 | لهستان     | ۱۹۵۳ | در ماموریتش به برلین شرقی به برلین غربی پناهنده شد و بعداً در برنامه‌های رادیو اروپای آزاد کشمکش‌های داخلی حزب کارگران متحد لهستان و چهره واقعی اداره امنیت لهستان را افشا کرد. یکی از نتایج فرارش، انحلال وزارت امنیت بود. |
| نیکولای خوخلوف                                      | کاگ‌ب                                    | روسیه      | ۱۹۵۳ | از ترور جورج اوکولوویچ امتناع کرد؛ به آلمان غربی پناهنده شد و در سال ۱۹۵۷ از یک سوءقصد کاگ‌ب جان سالم به در برد. |
| نورا کوواچ                                          | رقصنده                                  | مجارستان   | ۱۹۵۳ | همراه با همسرش ایستوان رابوفسکی از طریق یک تور در برلین شرقی به برلین غربی فرار کرد. |
| آندژی پانوفنیک                                      | آهنگساز                                 | لهستان     | ۱۹۵۴ | از پلیس مخفی لهستان در یک تعقیب شبانه با تاکسی در زوریخ، سوئیس فرار کرد و در زمان اقامتش در لندن به بریتانیا پناهنده شد. |
| پیتر دریابین                                        | افسر کاگ‌ب                               | روسیه      | ۱۹۵۴ | افسر کاگ‌ب و مسئول امور پرسنلی که با سازمان‌های اطلاعاتی ایالات متحده در وین تماس گرفت و از طریق قطار نظامی Mozart Express از کشور خارج شد؛ او برای سال‌ها با سازمان سیا همکاری داشت. |
| ولادیمیر پتروف                                      | دیپلمات                                 | روسیه      | ۱۹۵۴ | همسر مأمور مخفی کاگ‌ب ادوکیا پتروا که در یک مأموریت در استرالیا پناهنده شد و باعث ایجاد ماجرای پترُف شد. |
| اودوکیا پترووا                                      | مامور کاگ‌ب                              | روسیه      | ۱۹۵۴ | مامور مخفی کاگ‌ب که همسر ولادیمیر پتروف بود؛ در جریان ماجرای پترُف در استرالیا پناهنده شد. |
| بلا برگر                                            | شطرنج‌باز                                | مجارستان   | ۱۹۵۶ | در طول انقلاب ۱۹۵۶ مجارستان به استرالیا پناهنده شد. |
| فرانس پوشکاش                                        | بازیکن فوتبال                           | مجارستان   | ۱۹۵۶ | در مسابقات جام اروپایی ۱۹۵۶–۵۷ در مادرید، اسپانیا پناهنده شد. |
| ایمره لاکاتوش                                       | فیلسوف علم                              | مجارستان   | ۱۹۵۶ | به وین، اتریش فرار کرد و سپس پس از انقلاب مجارستان در سال ۱۹۵۶ به بریتانیا رفت. |
| ینیو کالمار                                         | بازیکن فوتبال                           | مجارستان   | ۱۹۵۶ | در مسابقات جام اروپایی ۱۹۵۶–۵۷ در مادرید، اسپانیا پناهنده شد و سپس به سوئیس رفت. |
| یوژف میندسنتی                                       | کاردینال                                | مجارستان   | ۱۹۵۶ | به سفارت ایالات متحده در بوداپست در جریان انقلاب مجارستان ۱۹۵۶ فرار کرد؛ بعداً به اتریش منتقل شد |
| شاندور کوچیش                                        | بازیکن فوتبال                           | مجارستان   | ۱۹۵۶ | در مسابقات جام اروپایی ۱۹۵۶–۵۷ در مادرید، اسپانیا پناهنده شد و سپس به سوئیس رفت. |
| زولتان تسیبور                                       | بازیکن فوتبال                           | مجارستان   | ۱۹۵۶ | در طول انقلاب مجارستان در سال ۱۹۵۶ به اسپانیا فرار کرد. |
| اَگنش کلتی                                           | ژیمناستیک هنری                          | مجارستان   | ۱۹۵۶ | در طول بازی‌های المپیک تابستانی ۱۹۵۶ در ملبورن، استرالیا پناهنده شد. |
| کریستو و ژان کلود                                   | هنرمند بوم‌شناختی                        | بلغارستان  | ۱۹۵۷ | از چکسلواکی به اتریش فرار کرد. |
| راینو هیهینن                                        | مامور کاگ‌ب                              | روسیه      | ۱۹۵۷ | پس از چند سال جاسوسی به صورت مخفی در غرب، در پاریس پناهنده شد |
| پال بنکو                                            | شطرنج‌باز                                | مجارستان   | ۱۹۵۷ | پس از مسابقات قهرمانی تیمی دانشجویی جهان در ریکیاویک پناهنده شد. |
| نیکولاس شادرین                                      | افسر نیروی دریایی                       | روسیه      | ۱۹۵۹ | به سوئد پناهنده شد؛ بعداً ظاهراً توسط کاگ‌ب کشته شد. |
| الکساندر پتروویچ (Alexander Petrovich)              | عکاس                                    | روسیه      | ۱۹۶۰ | از طریق ایران و هند پناهنده شد؛ در نهایت در تمپا، فلوریدا در ایالات متحده ساکن شد. |
| ارنست دگنر                                          | ورزشکار مسابقه موتورسیکلت‌رانی           | آلمان شرقی | ۱۹۶۱ | پس از اینکه مطمئن شد همسر و دو فرزندش از طریق صندوق عقب یک خودرو به آلمان غربی فرار کرده‌اند، پناهنده شد. دگنر که با اسرار تکنیک حلقه احتراق موتورسیکلت‌های MZ آشنا بود، خودرو خود را از مسابقات گرندپری سوئد به دانمارک، سپس به آلمان غربی برد. |
| مایکل گولنیوفسکی                                    | سازمان امنیت                            | لهستان     | ۱۹۶۱ | در آلمان غربی پناهنده شد؛ پس از پناهندگی به مرگ محکوم شد؛ سپس برای سیا کار کرد. قبل از پناهندگی، برای سیا با نام رمزی Sniper جاسوسی می‌کرد، اما هویت او تا زمان فرارش برای سیا ناشناخته بود. |
| آناتولی گولیتسین                                    | مامور کاگ‌ب                              | اوکراین    | ۱۹۶۱ | به همراه همسر و دخترش از هلسینکی، فنلاند به سوئد و آلمان غربی و از آن جا به ایالات متحده پناهنده شد؛ پس از پناهندگی ادعاهای جنجالی مطرح کرد. |
| رودلف نوریف                                         | رقاص باله                               | روسیه      | ۱۹۶۱ | در حین تور در پاریس پناهنده شد |
| یوناس پلشکیس                                        | کاپتان کشتی                             | لیتوانی    | ۱۹۶۱ | با کشتی به سوئد رفت؛ به مرگ محکوم شد و توسط سیا از اتحاد جماهیر شوروی مخفی شد. |
| والنتین پوئنارو                                     | ریاضی‌دان                                | رومانی     | ۱۹۶۱ | در یک کنفرانس در استکهلم، سوئد پناهنده شد؛ به خاطر توپولوژی ابعاد پایین شناخته شده است |
| امیلی پوکلیتار                                      | بازیکن فوتبال                           | آلمان شرقی | ۱۹۶۱ | بازیکن فوتبال تیم SC Dynamo Berlin. به همراه هم‌تیمی خود رولف استارست پس از مسابقه دوستانه با Boldklubben af 1893 در کپنهاگ، دانمارک پناهنده شد. |
| رولف استارست                                        | بازیکن فوتبال                           | آلمان شرقی | ۱۹۶۱ | بازیکن فوتبال تیم SC Dynamo Berlin. به همراه امیل پوکلیتر پس از مسابقه دوستانه با Boldklubben af 1893 در کپنهاگ، دانمارک پناهنده شد. |
| کنراد شومان                                         | سرباز مرزی                              | آلمان شرقی | ۱۹۶۱ | در حال پریدن از دیوار برلین در هنگام ساخت آن عکاسی شد. |
| بوهدان استاشینسکی                                   | مامور کاگ‌ب                              | اوکراین    | ۱۹۶۱ | در برلین غربی پناهنده شد؛ لو ربت و استپان باندرا را قبل از پناهندگی به قتل رساند. |
| پتر بکمان                                           | فیزیک‌دان                                | چکسلواکی   | ۱۹۶۳ | به عنوان استاد مهمان به دانشگاه کلرادو در ایالات متحده پناهنده شد؛ طرفدار لیبرترینیسم و انرژی هسته‌ای شد. |
| یوری کروتکوف                                        | مامور کاگ‌ب                              | گرجستان    | ۱۹۶۳ | در حالی که یک مأمور مخفی در لندن بود پناهنده شد؛ بعداً نویسنده شد. |
| گابور بالا (Gabor Balla)                            | تک‌تیرانداز                              | مجارستان   | ۱۹۶۴ | در طول المپیک تابستانی ۱۹۶۴ در توکیو، ژاپن پناهنده شد. |
| انراش ترو                                           | ورزشکار قایق‌رانی                        | مجارستان   | ۱۹۶۴ | در طول المپیک تابستانی ۱۹۶۴ در توکیو، ژاپن پناهنده شد. |
| پاول باربا نگره                                     | کارگردان فیلم                           | رومانی     | ۱۹۶۴ | به تور، فرانسه پناهنده شد. |
| یوری نوسنکو                                         | مامور کاگ‌ب                              | اوکراین    | ۱۹۶۴ | در واشینگتن دی‌سی، ایالات متحده پناهنده شد؛ سیا سال‌ها باور داشت که ممکن است یک مامور دوجانبه باشد. |
| مایکل پولیوکا                                       | بازیکن فوتبال                           | آلمان شرقی | ۱۹۶۶ | پس از یک مسابقه در سوئد فرار کرد؛ به آلمان غربی سفر کرد. |
| ایوان دیویش                                         | شاعر                                    | چکسلواکی   | ۱۹۶۷ | پس از بهار پراگ به آلمان غربی فرار کرد و برای رادیو اروپای آزاد کار کرد. |
| سوتلانا استالین                                     | دختر ژوزف استالین                       | روسیه      | ۱۹۶۷ | از طریق دهلی نو، هند به ایالات متحده پناهنده شد؛ رژیم سابق پدر فقیدش ژوزف استالین را محکوم کرد، اما در دهه ۱۹۸۰ انتقادات خود را ملایم‌تر کرد. |
| آناتولی کوزنتسوف                                    | نویسنده                                 | اوکراین    | ۱۹۶۸ | پس از تهاجم پیمان ورشو به چکسلواکی در حالی که در لندن مشغول تحقیقات بود، به بریتانیا پناهنده شد. |
| یان شینا                                            | ژنرال                                   | چکسلواکی   | ۱۹۶۸ | پس از بهار پراگ به ایالات متحده فرار کرد. |
| میلوش فورمن                                         | کارگردان و بازیگر                       | چکسلواکی   | ۱۹۶۸ | هنگامی که اتحاد جماهیر شوروی و متحدان پیمان ورشو برای پایان دادن به بهار پراگ به کشور حمله کردند، به ایالات متحده پناهنده شد؛ به خاطر کارگردانی دیوانه از قفس پرید و آمادئوس شناخته شده است. |
| ولادیمیر اوراوسکی                                   | نویسنده                                 | چکسلواکی   | ۱۹۶۸ | پس از بهار پراگ به سوئد فرار کرد. |
| کورنل کیریاک                                        | روزنامه‌نگار                             | رومانی     | ۱۹۶۹ | با استفاده از دعوت‌نامه جعلی به اتریش پناهنده شد. |
| گئورگی مارکوف                                       | نمایشنامه‌نویس                           | بلاروس     | ۱۹۶۹ | پس از ممنوعیت نمایش‌هایش به ایتالیا فرار کرد؛ در سال ۱۹۷۸ در لندن ترور شد. |
| یرژی لِوی                                            | شطرنج‌باز                                | لهستان     | ۱۹۶۹ | در طول یک مسابقه در آتن، یونان پناهنده شد؛ به سوئد سفر کرد. |
| لادیسلاو بیتمن                                      | امنیت ملی چکسلواکی، دروغ‌رسانی           | چکسلواکی   | ۱۹۶۹ | استاد دانشگاه بوستون شد و دربارهٔ دروغ‌رسانی و پروپاگاندا سخنرانی کرد. |
| یوزف فرولیک                                         | امنیت ملی چکسلواکی                      | چکسلواکی   | ۱۹۶۹ | از بلاروس به ترکیه با قایق پناهنده شد و توسط سیا به ایالات متحده منتقل شد. |
| سیموناس کودیرکا                                     | ملوان                                   | لیتوانی    | ۱۹۷۰ | از یک کشتی شوروی به کشتی گارد ساحلی ایالات متحده آمریکا پرید. |
| ناتالیا ماکارووا                                    | رقاص باله                               | روسیه      | ۱۹۷۰ | در حین یک تور باله در لندن پناهنده شد؛ بعدها برنده جایزه تونی شد. |
| یوری بزمنوف                                         | مامور تبلیغاتی کاگ‌ب                     | روسیه      | ۱۹۷۰ | خود را در قالب یک هیپی درآورد و محل کار خود را در ایستگاه کاگ‌ب هند ترک کرد و به یونان سفر کرد، در ایالات متحده بازجویی شد، اما به دلیل نفوذ کاگ‌ب در سیا از ماندن در کشور خودداری کرد؛ بعدها در کانادا پناهندگی دریافت کرد. |
| اولگ لیالین                                         | مامور کاگ‌ب                              | روسیه      | ۱۹۷۱ | در لندن پس از دستگیری پناهنده شد؛ ده‌ها مأمور کاگ‌ب را در شهر افشا کرد. |
| واشک ماتوشک                                         | اسکیت نمایشی                            | چکسلواکی   | ۱۹۷۲ | |
| ایوان پی. کولیانو                                   | فیلسوف                                  | رومانی     | ۱۹۷۲ | در حین سخنرانی‌ها در ایتالیا پناهنده شد. در سال ۱۹۹۱ در محوطه دانشگاه شیکاگو به قتل رسید و شایعاتی مطرح شد که این قتل توسط کارکنان سابق سکیوریتاته انجام شده است. |
| الکساندر الدر (Alexander Elder)                     | نویسنده                                 | روسیه      | ۱۹۷۴ | از یک کشتی شوروی که به عنوان پزشک در آن کار می‌کرد زمانی که در ساحل عاج لنگر گرفته بود فرار کرد و سپس به ایالات متحده سفر کرد. |
| میخاییل باریشنیکوف                                  | رقاص باله                               | Latvia     | ۱۹۷۴ | در تور خود در تورنتو، کانادا پناهنده شد. |
| پاول نووای                                          | ریاضی‌دان                                | مجارستان   | ۱۹۷۴ | به پاریس پناهنده شد؛ در سال ۱۹۷۶ به ایالات متحده مهاجرت کرد. |
| استانیسلاو کوریلوف                                  | اقیانوس‌نگار                             | شوروی      | ۱۹۷۴ | در حالی که در یک «کشتی به سوی هیچ‌جا» در دریاهای آزاد بود، از کشتی خارج شد و کیلومترها دورتر به سمت سواحل فیلیپین شنا کرد. |
| واتسلاف ندمومانسکی                                  | بازیکن هاکی                             | چکسلواکی   | ۱۹۷۴ | در طول تعطیلات در سوئیس پناهنده شد. |
| مارتینا ناوراتیلووا                                 | بازیکن تنیس                             | چکسلواکی   | ۱۹۷۵ | در مسابقات تنیس آزاد آمریکا در سال ۱۹۷۵ پناهنده شد. |
| یورگن پال                                           | بازیکن فوتبال                           | آلمان شرقی | ۱۹۷۶ | پس از یک مسابقه زیر ۲۱ سال در ترکیه با نوربرت ناختوایخ فرار کرد؛ به آلمان غربی سفر کرد. |
| نوربرت ناخت‌وی                                       | بازیکن فوتبال                           | آلمان شرقی | ۱۹۷۶ | پس از یک مسابقه زیر ۲۱ سال در ترکیه با یورگن پال فرار کرد؛ به آلمان غربی سفر کرد. |
| ویکتور بلنکو                                        | خلبان جنگنده                            | روسیه      | ۱۹۷۶ | یک میگ-۲۵ از پایگاه هوایی چوگویفکا روسیه به هاکوداته، ژاپن پرواز کرد. |
| ویکتور کورچنوی                                      | شطرنج‌باز                                | روسیه      | ۱۹۷۶ | نخستین استاد بزرگ شوروی که پناهنده شد؛ پس از یک تورنمنت در آمستردام، هلند فرار کرد. |
| یوری اگوروف                                         | پیانیست                                 | روسیه      | ۱۹۷۶ | در حین یک تور در رم، ایتالیا فرار کرد. |
| Vladimir Rezun (ویکتور سووروف)                      | GRU                                     | روسیه      | ۱۹۷۸ | افسر اطلاعات نظامی GRU که در حین کار تحت پوشش سازمان ملل متحد در سوئیس به بریتانیا پناهنده شد. |
| آرکادی شوچنکو                                       | UN Undersecretary General               | اوکراین    | ۱۹۷۸ | برای سه سال برای ایالات متحده جاسوسی کرد قبل از اینکه پناهنده شود. همسر او در مسکو دو ماه پس از پناهندگی او درگذشت که گفته می‌شود خودکشی کرده است. |
| کریل کوندراشین                                      | آهنگ‌ساز                                 | روسیه      | ۱۹۷۸ | در حین تور خود در هلند در دسامبر ۱۹۷۸ پناهنده شد و درخواست پناهندگی سیاسی کرد. |
| یون میهای پاچپا                                     | مامور سکوریتاته                         | رومانی     | ۱۹۷۸ | ژنرال دو ستاره سکیوریتاته رومانی و مشاور شخصی نیکولای چائوشسکو؛ در سفارت ایالات متحده در بن، آلمان غربی پناهنده شد؛ دو بار غیابی به اعدام محکوم شد و مبلغ ۲ میلیون دلار جایزه برای کشتن او تعیین شد. کارلوس شغال برای ترور او فرستاده شد. |
| ماتی پاول هیدوکو                                    | مامور سکوریتاته                         | رومانی     | ۱۹۷۸ | در سال ۱۹۸۱ در حین یک مأموریت جاسوسی صنعتی به فرانسه پناهنده شد؛ در غیاب به اعدام محکوم شد. |
| ایمانتس لشینسکیس                                    | مامور کاگ‌ب                              | لتونی      | ۱۹۷۸ | در حالی که در سازمان ملل متحد کار می‌کرد به ایالات متحده پناهنده شد |
| الکساندر گودونوف                                    | رقاص باله                               | روسیه      | ۱۹۷۹ | در حین تور باله در نیویورک سیتی در فرودگاه بین‌المللی جان اف کندی در کویینز پناهنده شد؛ بعدها بازیگر شد و در نقش‌های مختلفی از جمله یک تروریست در فیلم جان‌سخت بازی کرد. |
| ورنر استیلر                                         | مامور اشتازی                            | آلمان شرقی | ۱۹۷۹ | به آلمان غربی پس از سرقت اسرار دولتی پناهنده شد. |
| جورج برگر                                           | مربی فوتبال                             | آلمان شرقی | ۱۹۷۹ | زمانی که برای شرکت در مسابقه با تیم ملی فوتبال جوانان آلمان شرقی در یوگسلاوی بود از آنجا به آلمان غربی فرار کرد. |
| لئونید کوزلوف                                       | رقاص باله                               | روسیه      | ۱۹۷۹ | به همراه همسرش والنتینا کوزلووا در تور شرکت‌شان در لس آنجلس، کالیفرنیا پناهنده شد. |
| والنتینا کوزلوا                                     | رقاص باله                               | روسیه      | ۱۹۷۹ | به همراه شوهرش لئونید کوزلوف در تور شرکت‌شان در لس آنجلس، کالیفرنیا پناهنده شد. |
| لف آلبرت                                            | شطرنج‌باز                                | روسیه      | ۱۹۷۹ | استاد بزرگ شطرنج شوروی؛ به ایالات متحده پناهنده شد و سه بار برای ایالات متحده قهرمان شطرنج شد. |
| لودمیلا بلوسووا                                     | اسکیت نمایشی                            | روسیه      | ۱۹۷۹ | در حین حضور در سوئیس پناهنده شد. |
| لوتس ایگندورف                                       | بازیکن فوتبال                           | آلمان شرقی | ۱۹۷۹ | بازیکن فوتبال تیم BFC Dynamo. در حین یک مسابقه در آلمان غربی فرار کرد؛ در سال ۱۹۸۳ در یک تصادف خودرو جان باخت که ظاهراً توسط اشتازی ترور شده بود. |
| اولگ پروتوپوپوف                                     | اسکیت نمایشی                            | روسیه      | ۱۹۷۹ | به همراه لودمیلا بلوسووا در حین تور در سوئیس پناهنده شد. |
| استانیسلاو لِوچنکو                                   | مامور کاگ‌ب                              | روسیه      | ۱۹۷۹ | در جریان یک مأموریت در توکیو، ژاپن پناهنده شد؛ شبکه جاسوسی کاگ‌ب در ژاپن را افشا کرد. |
| ولاداس چسیوناس                                      | قهرمان قایق‌رانی                         | لیتوانی    | ۱۹۷۹ | در طول مسابقات جهانی در فرودگاه فرانکفورت در آلمان غربی پناهنده شد؛ توسط کاگ‌ب دوباره دستگیر شد. |
| آنتون شتاسنی                                        | بازیکن هاکی                             | چکسلواکی   | ۱۹۸۰ | به همراه برادرش پیتر در طول لیگ قهرمانان اروپا در اینسبروک، اتریش پناهنده شد. |
| ایگور واسیلیویچ ایوانوف                             | شطرنج‌باز                                | روسیه      | ۱۹۸۰ | زمانی که هواپیمایش در گندر، کانادا به صورت اضطراری توقف کرد، از مأموران کاگ‌ب فرار کرد. |
| پیتر شتاسنی                                         | بازیکن هاکی                             | چکسلواکی   | ۱۹۸۰ | به همراه همسر و برادرش آنتون در طول مسابقات جام اروپایی در اینسبروک، اتریش پناهنده شد. |
| سولامیت مسرر                                        | رقاص باله                               | روسیه      | ۱۹۸۰ | شوهر خواهرش پاکسازی شد؛ در سن ۷۲ سالگی به بریتانیا پناهنده شد تا باله آموزش دهد. |
| والتر پولوفچاک                                      | فراری زیر سن                            | اوکراین    | ۱۹۸۰ | از والدینش فرار کرد زمانی که قصد داشتند به جمهوری شوروی سوسیالیستی اوکراین بازگردند. پس از رسیدن به سن ۱۸ سالگی در تاریخ ۳ اکتبر ۱۹۸۵ به عنوان شهروند طبیعی‌شده ایالات متحده پناهندگی سیاسی دریافت کرد. در پنج سال قبل از آن موضوع یک پرونده سیاسی طولانی‌مدت و جنجالی بود. |
| ماکسیم شوستاکویچ                                    | آهنگ‌ساز                                 | روسیه      | ۱۹۸۱ | در حالی که به همراه پسرش در تور آلمان غربی بود پناهنده شد. |
| روموآلد اسپاسوفسکی                                  | سفیر                                    | لهستان     | ۱۹۸۱ | زمانی که حکومت نظامی در لهستان در سال ۱۹۸۱ اعلام شد پناهنده شد. |
| زدیسلاو رورارز (Zdzisław Rurarz)                    | سفیر                                    | لهستان     | ۱۹۸۱ | پناهنده شد به سفارت آمریکا در توکیو همراه با اسپاسووسکی پس از اعلام وضعیت جنگی توسط حزب کارگران متحد لهستان. |
| ریشارد کوکلینسکی                                    | سرهنگ                                   | لهستان     | ۱۹۸۱ | برای آمریکا به مدت ۱۰ سال پس از کشتار ۱۹۷۰ کارگران لهستانی جاسوسی کرد. سپس به آمریکا پناهنده شد و به صورت غیابی به اعدام محکوم شد. در اثر سکته مغزی درگذشت؛ حکم او در سال ۱۹۹۸ توسط دیوان عالی لهستان لغو شد. |
| ولادیمیر تیسمنئانو                                  | پژوهشگر علوم سیاسی                      | رومانی     | ۱۹۸۱ | در اسپانیا در حین سفر نویسنده‌سازی با مادرش برای بازدید از محل نبردهای پدرش پناهنده شد. |
| میروسلاو فرایچر                                     | بازیکن هاکی                             | چکسلواکی   | ۱۹۸۱ | در حین تور با تیم ملی هاکی روی یخ مردان چکسلواکی در برن، سوئیس به کانادا پناهنده شد. |
| کلیفورد کتنبرو                                      | ریاضی‌دان، دانشمند رایانه                | رومانی     | ۱۹۸۲ | از بلاروس به ترکیه، سپس به اتریش پناهنده شد و در نهایت در ژوئن ۱۹۸۳ به ایالات متحده مهاجرت کرد. |
| ولادیمیر کوزیچکین                                   | مامور کاگ‌ب                              | روسیه      | ۱۹۸۲ | به ایستگاه اطلاعاتی بریتانیا در تهران پناهنده شد و سپس به بریتانیا رفت. |
| گگا کوبخیدزه                                        | بازیگر                                  | گرجستان    | ۱۹۸۳ | هواپیمای پرواز ۶۸۳۳ ایرفلوت را دزدید؛ تلاش کرد به ترکیه پناهنده شود و دستگیر شد. |
| فالکو گوتز                                          | بازیکن فوتبال                           | آلمان شرقی | ۱۹۸۳ | بازیکن فوتبال تیم BFC Dynamo. پیش از یک مسابقه در یوگسلاوی همراه با هم‌تیمی خود دیرک شلگل فرار کرد؛ به آلمان غربی سفر کرد. |
| دیرک شلگل                                           | بازیکن فوتبال                           | آلمان شرقی | ۱۹۸۳ | بازیکن فوتبال تیم BFC Dynamo. پیش از یک مسابقه در یوگسلاوی همراه با فالکو گوتز فرار کرد؛ به آلمان غربی سفر کرد. |
| واختانگ جوردانیا                                    | آهنگ‌ساز                                 | گرجستان    | ۱۹۸۳ | در حین تور با ویکتوریا مولوا از طریق کوسامو، فنلاند و سپس هاپاراندا، سوئد به ایالات متحده پناهنده شد. |
| ویکتوریا مولوا                                      | ویولونیست                               | روسیه      | ۱۹۸۳ | در تور با واختانگ جوردانیا از طریق کوسامو، فنلاند و هاپاراندا، سوئد به ایالات متحده پناهنده شد. |
| اولگ بیتوف                                          | ویراستار                                | روسیه      | ۱۹۸۳ | ویراستار خارجی روزنامه ادبیات گازتا؛ در ونیز، ایتالیا پناهنده شد و به بریتانیا رفت. |
| داریوش یانچوسکی                                     | قهرمان دو و میدانی                      | لهستان     | ۱۹۸۴ | در هتلی در تورین، ایتالیا در میانه شب اتاق خود را ترک کرد؛ چندین ماه در یک کمپ پناهندگان در ایتالیا ماند قبل از اینکه به ایالات متحده منتقل شود. |
| واسیلی ماتوزوک                                      | مترجم دیپلماتیک                         | روسیه      | ۱۹۸۴ | مترجم در سفارت شوروی در پیونگ‌یانگ، کره شمالی. در حین تور راهنمایی از منطقه امنیتی مشترک کره فرار کرد و به کره جنوبی دوید. |
| والدو راندپره                                       | معاون وزارت دادگستری                    | استونی     | ۱۹۸۴ | از طریق کوتکا، فنلاند به سوئد پناهنده شد؛ در جریان سرکوب شوروی علیه ملی‌گرایی استونی فرار کرد. |
| ایوو زدارسکی                                        | دانشجوی مهندسی هوانردی                  | چکسلواکی   | ۱۹۸۴ | از چکسلواکی پناهنده شد پس از اینکه یک هواپیمای خانگی ساخت و آن را به فرودگاه بین‌المللی وین پرواز داد؛ در نهایت در ایالات متحده مستقر شد و شرکت ایوپرپ را تأسیس کرد. |
| لادیسلاو پاتاکی                                     | پژوهشگر ورزش                            | چکسلواکی   | ۱۹۸۵ | به ایالات متحده از طریق رم، ایتالیا پناهنده شد؛ به عنوان «بالاترین مقام ورزش شوروی که تاکنون به غرب پناهنده شده» شناخته می‌شود. |
| میلان شوتس                                          | کارمند سفارت                            | چکسلواکی   | ۱۹۸۵ | در واشینگتن دی.سی. پناهنده شد، جایی که وزیر مشاور در سفارت چکسلواکی بود؛ بعداً به عنوان تحلیلگر روابط شرق و غرب فعالیت کرد. |
| اولگ گوردیفسکی                                      | مامور کاگ‌ب                              | روسیه      | ۱۹۸۵ | به بریتانیا از طریق فنلاند پناهنده شد؛ پس از حمله پیمان ورشو به چکسلواکی در سال ۱۹۶۸ به یک جاسوس دوگانه ام‌آی۶ تبدیل شد و به صورت غیابی به اعدام محکوم شد. |
| ویتالی یورچنکو                                      | مامور کاگ‌ب                              | روسیه      | ۱۹۸۵ | در رم، ایتالیا پناهنده شد و دو جاسوس دوگانه کاگ‌ب و سیا، رونالد پلتون و ادوارد لی هاوارد را افشا کرد؛ بعداً به کاگ‌ب بازگشت. |
| میرچا فلوریان                                       | موسیقی‌دان                               | رومانی     | ۱۹۸۶ | در ایالات متحده در حالی که برای یک بازدید نویسنده‌سازی برای یک اجرا در حال سفر بود پناهنده شد. |
| فرانک لیپمان                                        | بازیکن فوتبال                           | آلمان شرقی | ۱۹۸۶ | بازیکن فوتبال تیم SG Dynamo Dresden؛ پس از یک مسابقه مقابل FC Bayer 05 در مرحله یک‌چهارم نهایی جام در جام اروپا ۸۶–۱۹۸۵ فرار کرد. |
| نعیم سلیمان‌اوغلو                                    | وزنه‌بردار                               | بلاروس     | ۱۹۸۶ | در فینال جام جهانی در ملبورن، استرالیا پناهنده شد؛ به ترکیه سفر کرد. |
| ویاچسلاو پولوزوف                                    | آوازخوان اپرا                           | شوروی      | ۱۹۸۶ | در مسابقه آواز مادام باترفلای در توکیو، ژاپن پناهنده شد. |
| میهای اسمیگلشکی                                     | نیروی آموزشی نیروی هوایی                | رومانی     | ۱۹۸۷ | Flew his Aero L-39ZA Albatros jet trainer aircraft from Buzău, رومانی to near Kırklareli, Turkey, where he landed on a dirt road هواپیمای آموزشی آئرو ال-۳۹ آلباتروس خود را از بوزائو، رومانی به نزدیکی قرقلرایلی، ترکیه پرواز داد و در آنجا بر روی یک جاده خاکی فرود آمد. |
| توماس بودی                                          | قهرمان قایقرانی سرعت                    | مجارستان   | ۱۹۸۷ | به کانادا پناهنده شد. |
| یورگن اسپارواسر                                     | بازیکن فوتبال                           | آلمان شرقی | ۱۹۸۸ | در حین شرکت در یک تورنمنت بازیکنان بازنشسته در زاربروکن به آلمان غربی پناهنده شد. |
| میهای سوبا                                          | شطرنج‌باز                                | رومانی     | ۱۹۸۸ | در طول مسابقات شطرنج لویدز بانک ۱۹۸۸ در لندن به بریتانیا پناهنده شد. |
| میودراگ بلوددیچ                                     | بازیکن فوتبال                           | رومانی     | ۱۹۸۸ | به بلگراد، یوگسلاوی پناهنده شد. |
| لوبوش کوبیک                                         | بازیکن فوتبال                           | چکسلواکی   | ۱۹۸۸ | از یک اردوی تمرینی تیم ملی فوتبال چکسلواکی در آلمان غربی به بلژیک پناهنده شد، همراه با ایوو کنوفلیچک؛ در نهایت پس از امضای قرارداد با باشگاه فوتبال فیورنتینا در ایتالیا مستقر شد. |
| ایوو کنوفلیچک                                       | بازیکن فوتبال                           | چکسلواکی   | ۱۹۸۸ | از یک اردوی تمرینی تیم ملی فوتبال چکسلواکی در آلمان غربی به بلژیک پناهنده شد، همراه با لوبوش کوبیک؛ در نهایت پس از امضای قرارداد با سنت پاولی در آلمان غربی مستقر شد. |
| الکساندر زویف                                       | خلبان                                   | روسیه      | ۱۹۸۹ | یک میگ-۲۹ را به طرابزون، ترکیه پرواز داد. |
| الکساندر موگیلنی                                    | بازیکن هاکی                             | روسیه      | ۱۹۸۹ | پس از مسابقات جهانی در سوئد پناهنده شد. |
| کالینیکوس کرینگا                                    | بازیکن تنیس روی میز                     | رومانی     | ۱۹۸۹ | در جریان یک مسابقه قهرمانی جوانان تنیس روی میز در لوکزامبورگ پناهنده شد. |
| میهای آپوستول                                       | قهرمان قایقرانی سرعت                    | رومانی     | ۱۹۸۹ | - |
| نادیا کومانچی                                       | ژیمناست                                 | رومانی     | ۱۹۸۹ | چند هفته پیش از انقلاب رومانی به اتریش پناهنده شد. |
| کریستین رادوکانو                                    | بازیگر راگبی                            | رومانی     | ۱۹۸۹ | - |
| پیتر ندود                                           | بازیکن هاکی                             | چکسلواکی   | ۱۹۸۹ | در طول یک تورنمنت هاکی مینیاتوری در کلگری، کانادا پناهنده شد. |
| ولادیمیر پاشنیک                                     | مهندس جنگ بیولوژیک                      | روسیه      | ۱۹۸۹ | به پاریس، فرانسه پناهنده شد تا به غرب دربارهٔ برنامه سلاح‌های بیولوژیکی شوروی هشدار دهد. |
| زوو شیوکای (Zuo Xiukai)                             | افسر نظامی                              | چین        | ۱۹۸۹ | از سمت خود در منطقه امنیت مشترک به کره جنوبی پناهنده شد. |
| ریچارد کروسپه                                       | موسیقی‌دان                               | آلمان شرقی | ۱۹۸۹ | پس از زندانی شدن سیاسی به آلمان غربی پناهنده شد. |
| مارکو کولر                                          | بازیکن فوتبال                           | آلمان شرقی | ۱۹۸۹ | بازیکن فوتبال تیم BFC Dynamo؛ مدت کوتاهی پیش از فروپاشی دیوار برلین به آلمان غربی رفت. |
| گورشا سور                                           | رقاص روی یخ                             | روسیه      | ۱۹۹۰ | در حین تور با یک گروه شوروی به ایالات متحده پناهنده شد. |
| سرگی فدوروف                                         | بازیکن هاکی                             | روسیه      | ۱۹۹۰ | در جریان بازی‌های گودویل در سیاتل، واشینگتن پناهنده شد. |
| ویتالیس ویتالیف                                     | نویسنده                                 | اوکراین    | ۱۹۹۰ | به یک شخصیت ثابت در تلویزیون بی‌بی‌سی در بریتانیا تبدیل شد. |